# Elasmodactylus
Genre
Elasmodactylus est un genre de geckos de la famille des Gekkonidae.

## Répartition
Les espèces de ce genre se rencontrent dans le centre de l'Afrique.

## Liste des espèces
Selon The Reptile Database (23 septembre 2012) :
- Elasmodactylus tetensis (Loveridge, 1952)
- Elasmodactylus tuberculosus Boulenger, 1895

## Taxinomie
Ce genre a été créé par George Albert Boulenger, il a ensuite été considéré comme synonyme de Pachydactylus. Après les études menées par Bauer & Lamb, qui ont conclu au caractère distinct de ces espèces, ce genre a été rétabli.

## Publication originale
- Boulenger, 1895 "1894" : Second report on additions to the lizard collection in the Natural History Museum. Proceedings of the Zoological Society of London, vol. 1894, p. 722-736 (texte intégral).